# Machaerirhynchus nigripectus
Machaerirhynchus nigripectus е вид птица от семейство Machaerirhynchidae.

## Разпространение
Видът е разпространен в Индонезия и Папуа Нова Гвинея.